# サワシロギク
サワシロギク（沢白菊、学名：Aster rugulosus Maxim.）は、キク科シオン属の多年草の一種。

## 分布
日本の固有種。北海道、本州、四国、九州に分布する。温帯から暖帯にかけて、日当たりの良い酸性の湿地に生育する。

## 特徴
地下茎は細長く這い、細い茎は50-60 cmほどの高さまで直立し、無毛。舌状花は一列で、白色ののちに紅紫色を帯び、花期は8-10月。頭花の径は約27 mm。花柄は長く、苞はなく、痩果はやや円柱状。線状披針状の葉の表面に皺がある。

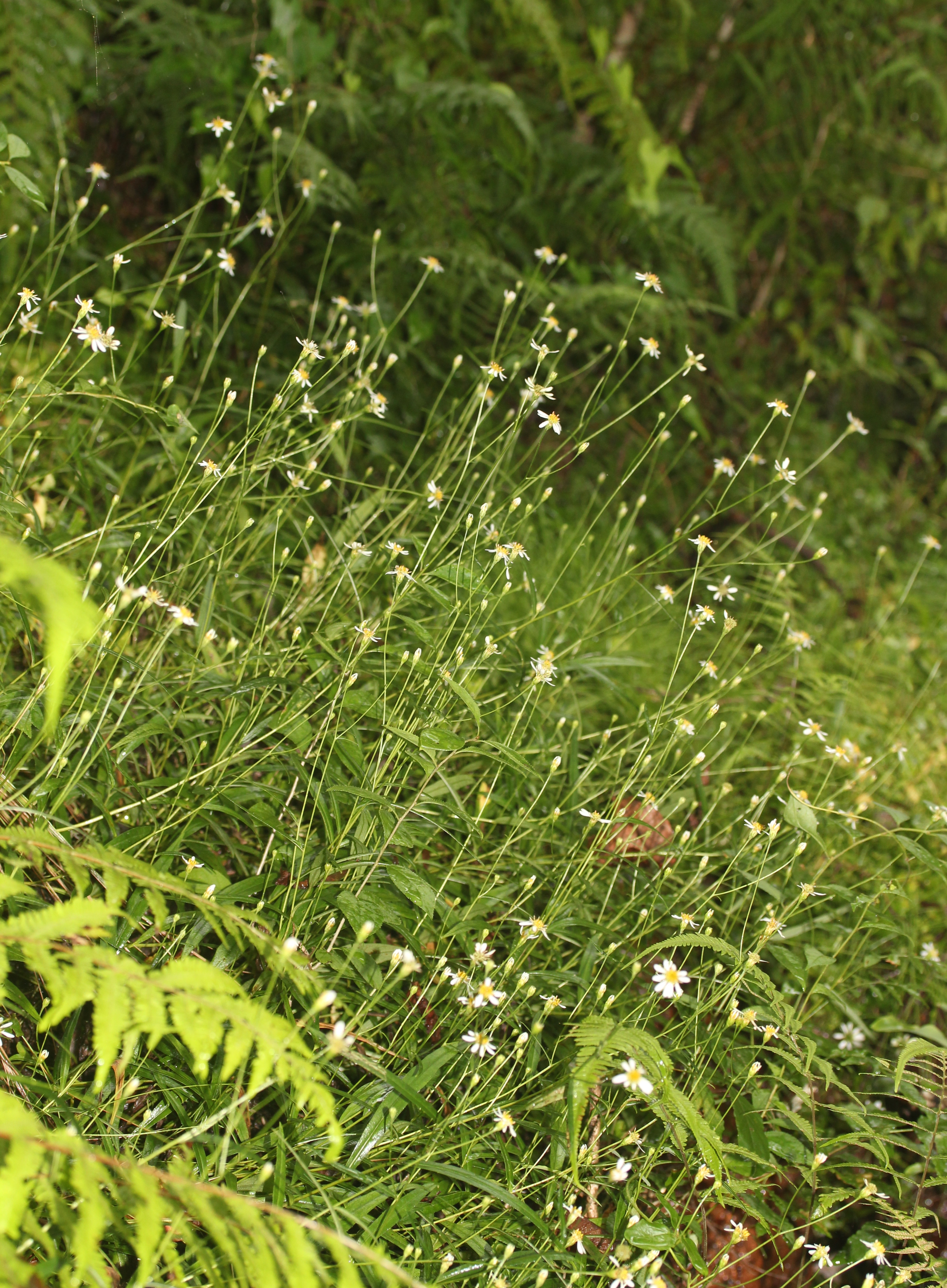
湿地に生育する群落
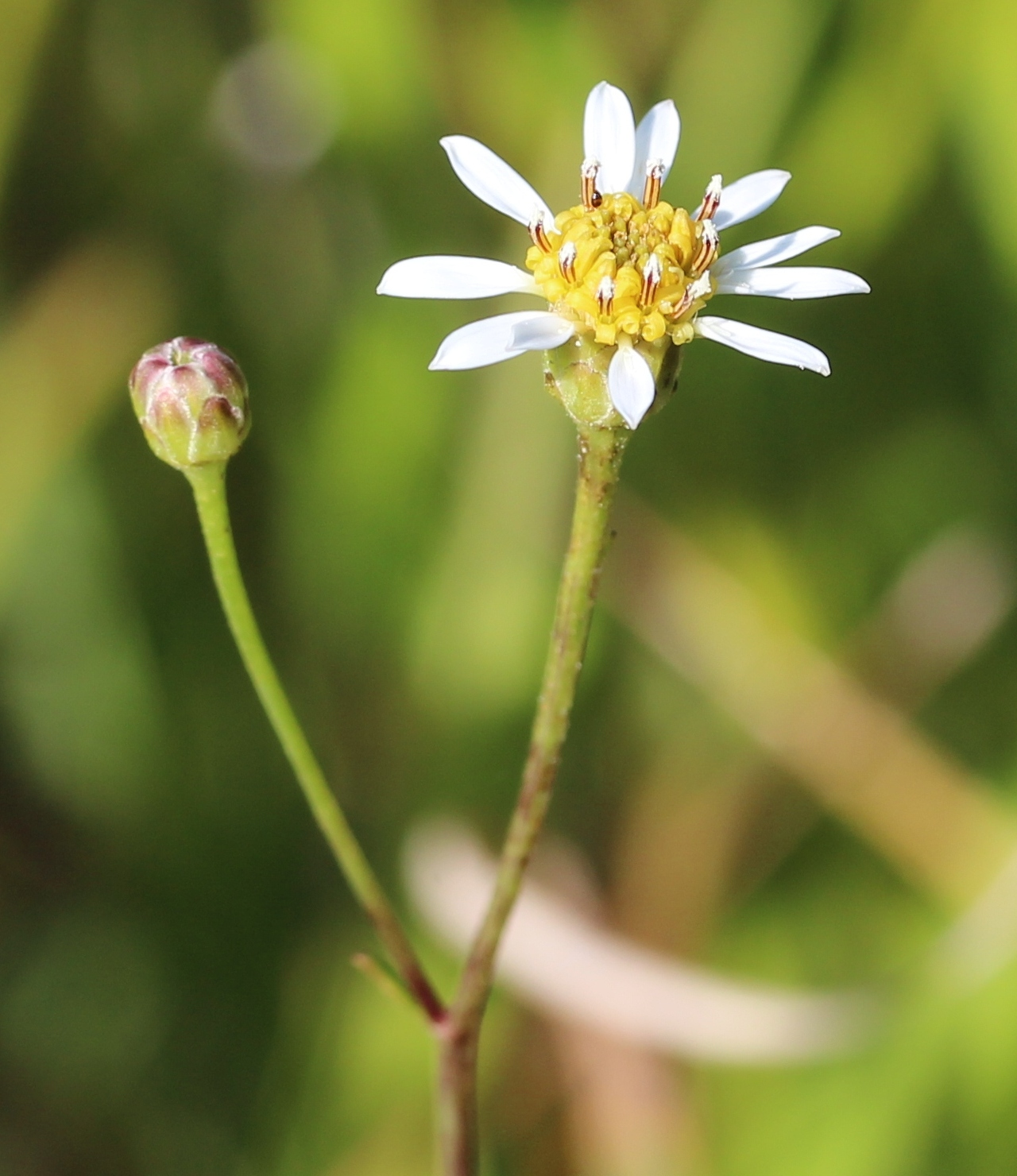
蕾と花
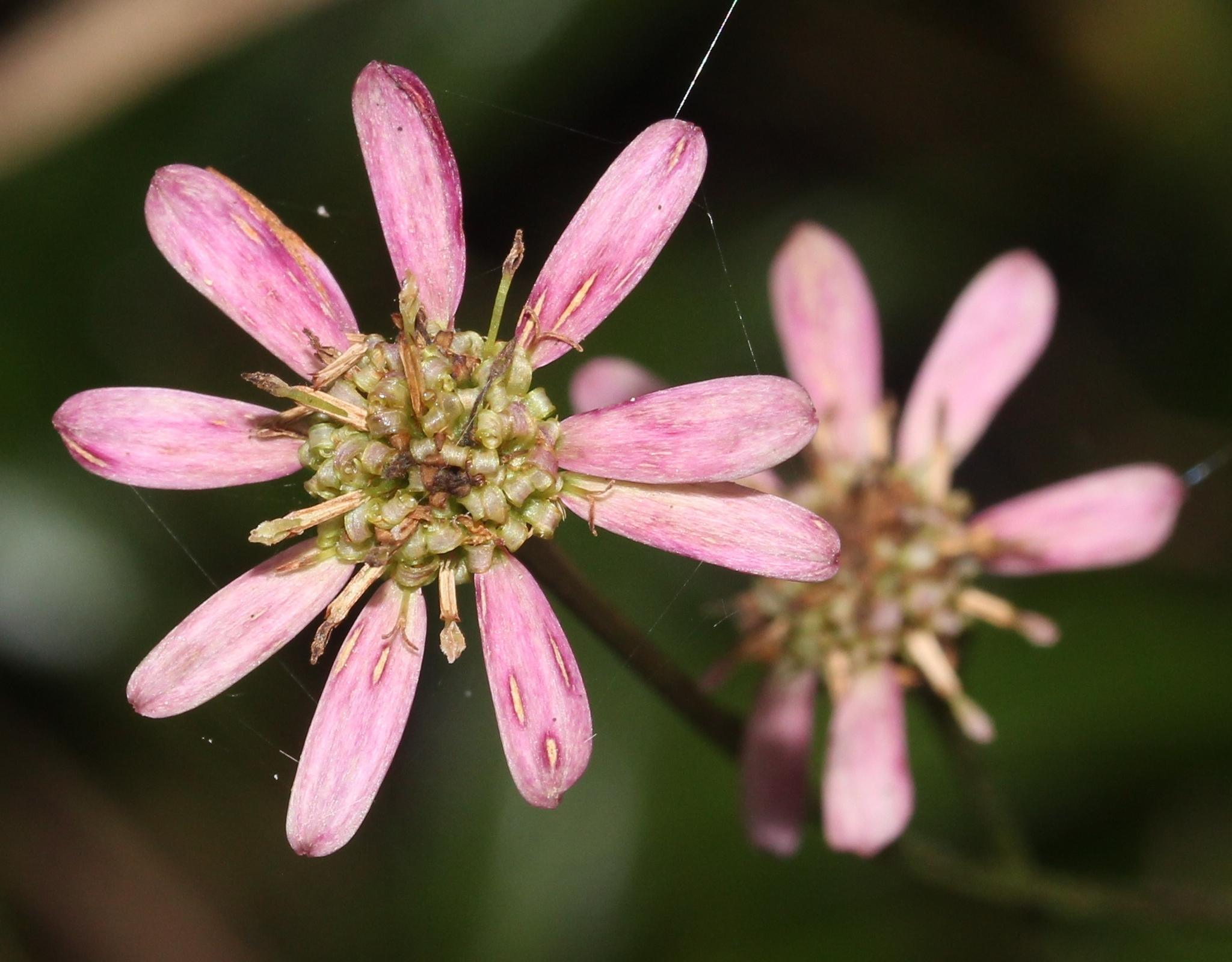
白色ののちに紅紫色を帯びた花
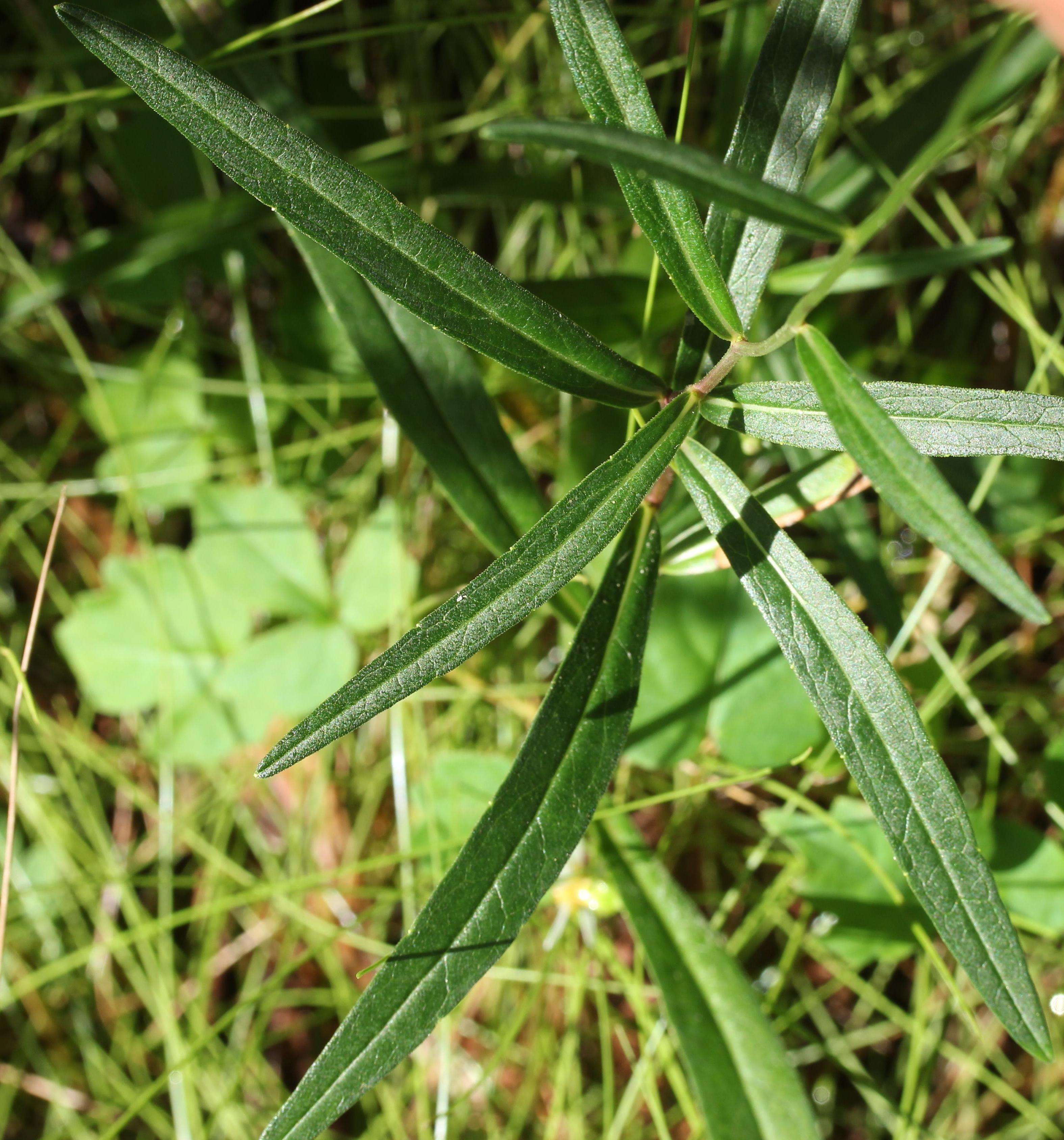
線状披針状の葉には皺がある

この変種として静岡県浜松市渋川の蛇紋岩の礫斜面に分布するのシブカワシロギク（渋川白菊、学名:Aster rugulosus var. shibukawansis）がある。シラヤマギクとの雑種として、ナガバシラヤマギク（学名：Aster X sekimotoi Makino）がある。ヤマシロギク（学名：Aster semiamplexicaulis (Makino) Makino ex Koidz.）との雑種のヤマサワシロギク（Aster Hashimotoi KITAMURA）が、滋賀県蒲生郡布施で分布していることが確認されている。
野菊の山野草として、その苗が市販されている。

## 名前の由来

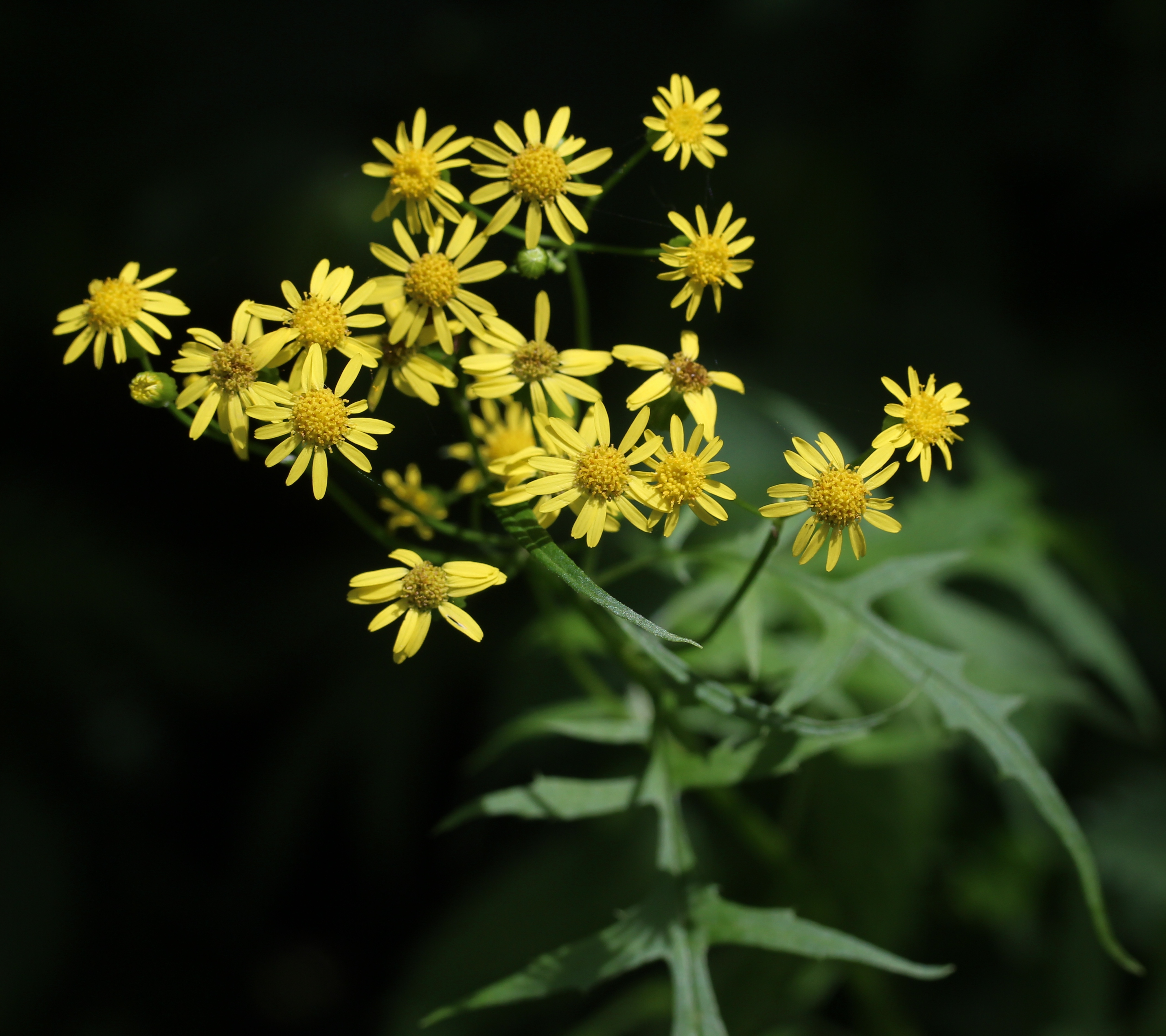
沢沿いなどに生育する黄色の花をつけるサワギク（Nemosenecio nikoensis）

本種の和名は山間湿地の生育する白い菊であることに由来する。なお、別属の植物で、黄色い花をつけるサワギクの名前も、本種と同じように沢沿いなど湿り気のある場所に生育することに由来する。

## 種の保全状況評価

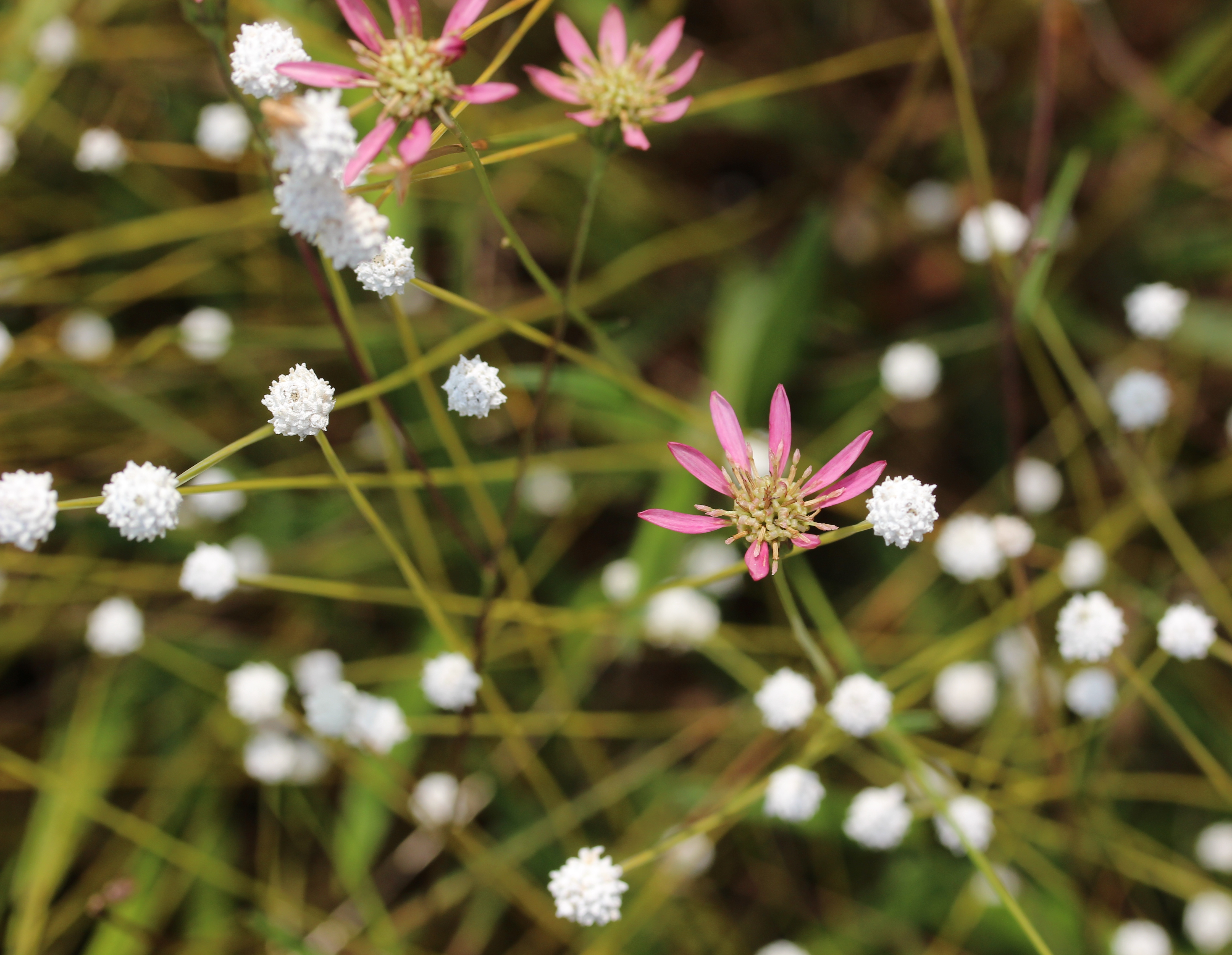
湿地でシラタマホシクサと混生するサワシロギク、開発により湿地が消滅することにより絶滅した生息地がある。

生育地が消失した例があり、個体数は減少傾向にあり以下の都道府県でレッドリストの指定を受けている。
- 絶滅 - 群馬県[16]、東京都区部と南多摩
- 絶滅危惧IA類 - 長野県、福岡県[注釈 1][17]
  - 重要保護生物（B） - 千葉県[注釈 2][18]
- 絶滅危惧I類 - 徳島県[注釈 3][19]、香川県[注釈 4][20]
- 絶滅危惧II類 - 秋田県[21]、神奈川県、大阪府、佐賀県
  - Bランク - 岩手県[注釈 5][10]
- 準絶滅危惧 - 三重県[22]
  - 希少種 - 奈良県[注釈 6]
- その他
  - 情報不足 - 埼玉県
  - その他重要種 - 滋賀県
  - 要注目種 - 京都府[注釈 7][13]